# Theronia atralaris
Theronia atralaris är en stekelart som beskrevs av Gupta 1962. Theronia atralaris ingår i släktet Theronia och familjen brokparasitsteklar. Inga underarter finns listade i Catalogue of Life.